# Moscheea Kampung Laut
Moscheea Kampung Laut sau Masjid Kampung Laut este o moschee din Kelantan, Malaezia. Aceasta este cea mai veche moschee de pe teritoriul Malaeziei și una dintre cele mai vechi din Asia de Sud-Est.

## Istorie și arhitectură
Conform tradiției, moscheea a fost construită în secolul al XV-lea de către un grup de pescari originari din Pattani, Java și Brunei. Stilul său arhitectural este unul specific arhitecturii malaeziene tradiționale cu stâlpi și acoperiș din lemn și frunze de palmier. Edificiul a servit drept locaș de rugăciune pentru comunitatea musulmană locală.
În timpul sultanatului din Kelantan, între anii 1859-1900, moscheea a devenit un punct de întâlnire important între sultan și liderii religioși. De asemenea, moscheea a fost folosită ca punct de tranzacționare. Pe parcursul acestei perioade, edificiul a fost renovat și extins, adăugându-se 20 de piloni, un acoperiș nou cu trei niveluri, un minaret, un pod și un rezervor cu apă.
Moscheea Kampung Laut a supraviețuit de-a lungul timpului numeroaselor cataclisme, mai ales a celor două mari inundații din Kelantan. Prima inundație din 1926, cunoscută ca Bah Air Merah, nu a deteriorat foarte mult structura locașului. În schimb, a doua inundație din 1966 a provocat numeroase pagube moscheii, dar a fost în cele din urmă reparată.

## Galerie de imagini

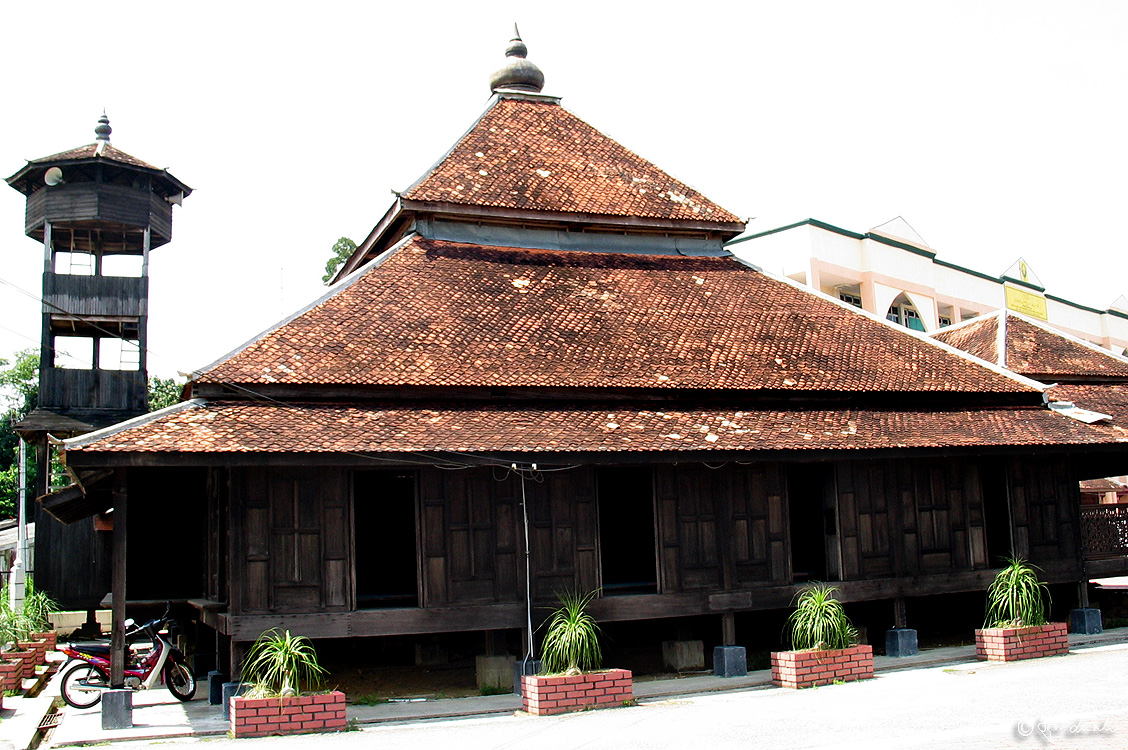
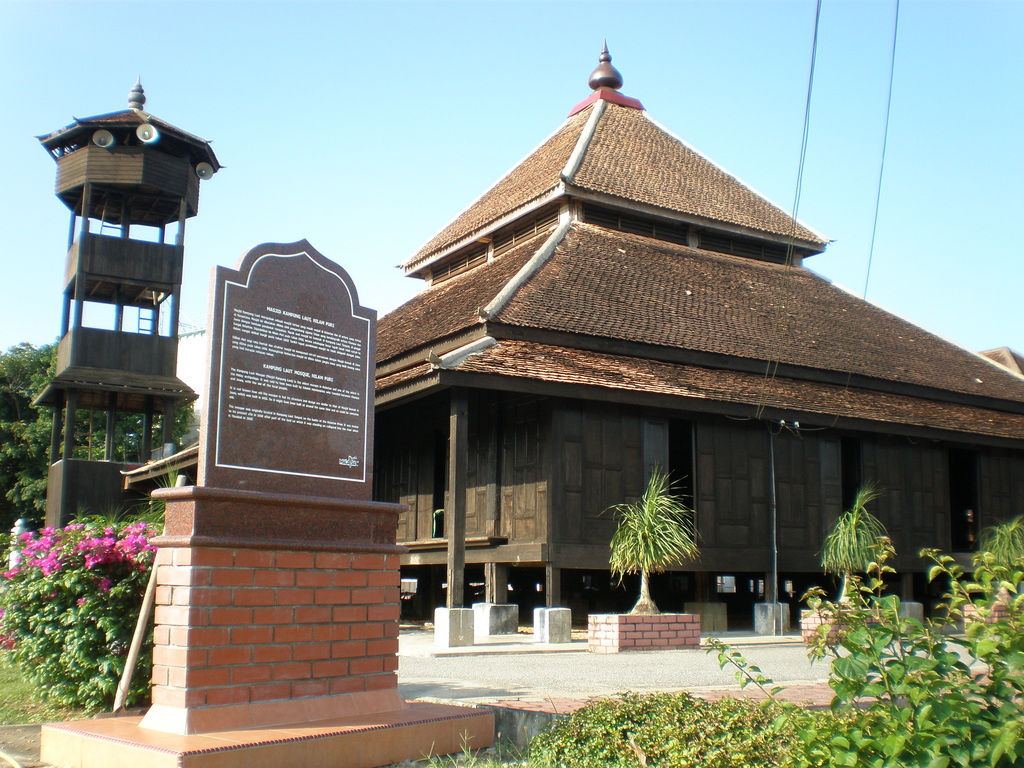